# The Nice
The Nice – brytyjska progresywna grupa rockowa założona w 1967 roku. Formacja była jednym z prekursorów rocka symfonicznego − łączyła cechy muzyki poważnej z rockiem.

## Historia
Najbardziej znanym muzykiem The Nice i twórcą jej sukcesów był pianista – wirtuoz Keith Emerson. Już w początkach działalności grupy doszło do reorganizacji jej składu osobowego. Perkusistę Iana Hague dość szybko zastąpił Brian Davison. Po nagraniu w 1967 roku pierwszego albumu zespół opuścił gitarzysta David O’List. Grupa zasłynęła dzięki zręcznym przeróbkom muzyki poważnej, głównie romantyków ale też dzięki własnym kompozycjom i scenicznej ekstrawagancji. Na płytach zespół prezentował muzykę dość skomplikowaną i trudną, muzykę która wyprzedzała swoją epokę. Wraz z nadejściem dekady lat siedemdziesiątych tego typu forma muzycznej wypowiedzi stała się ogromnie popularna. The Nice było jedną z grup wspierających The Jimi Hendrix Experience podczas tournée w USA (luty – kwiecień 1968). Zespół rozpadł się, gdy Emerson zdecydował się ją opuścić, by wraz z Gregiem Lake'em i Carlem Palmerem utworzyć słynne trio Emerson, Lake and Palmer. W 1973 roku powstała supergrupa Refugee, którą Jackson i Davison utworzyli ze szwajcarskim pianistą Patrickiem Morazem.

## Muzycy
- Keith Emerson (zmarły) – instrumenty klawiszowe, śpiew (1967–1970, 2002)[3]
- Keith „Lee” Jackson – gitara basowa, śpiew (1967–1970, 2002)
- David „Davy” O’List – gitara basowa, śpiew (1967–1968)
- Ian Hague – perkusja, instrumenty perkusyjne (1967)
- Brian „Blinky” Davison (zmarły) – perkusja, instrumenty perkusyjne (1967–1970, 2002)[4]

## Dyskografia

### Albumy
- 1968 The Thoughts of Emerlist Davjack
- 1968 Ars Longa Vita Brevis
- 1969 The Nice
- 1970 Five Bridges
- 1971 Elegy

### Kompilacje
- 1972 Autumn '67 Spring '68
- 1996 America (The BBC Sessions)
- 2001 The Swedish Radio Sessions
- 2002 Live at the BBC[5]
- 2009 Live At The Fillmore East December 1969